# Путник, Радомир (драматург)
Радомир Путник (9 июля 1946, Оджаци Югославия (ныне община Оджаци, Западно-Бачский округ, Сербия) — сербский драматург, писатель, поэт, сценарист, театральный и литературный критик. Профессор драматургии Белградской киношколы.

## Биография
В 1972 году окончил Факультет драматического искусства Белградской Академии театра, кино, радио и телевидения.
С 1972 по 1976 года — редактор кино-театрального раздела литературного журнала «Књижевна реч». С 1974 года работал на телевидении Белграда в качестве внештатного драматурга. С 1978 года редактор драматургической редакции, с 1983 по 1993 год — редактор редакции игровых программ ТВ.
В 1993—1997 годах руководил драматургической частью Национального театра в Белграде.
С мая 1999 до августа 2001 года — главный редактор Программ по искусству сербского радио и телевидения. Был театральным критиком на Третьей программе Радио Белграда (1974—1993), сербской ежедневной газеты «Политика» (1986—1993), главный редактором журнала «Сцена» (1990—1994).
В 2001—2003 годах работал в качестве редактора культурной программы сербского радио и телевидения. С июля 2003 года — драматургом сербской телевизионной станции Телевизија БК. В 2005 г. ушёл на пенсию.

## Творчество
Автор ряда сборников стихов, прозы, драматургических произведений (написал 15 драм, поставленных на сценах профессиональных театров, на телевидении и радио), создал несколько сценариев и адаптаций литературных произведений для кино, театра и телевидения.

## Избранные произведения
Поэзия
- Куда кренути, 1964.
- Птица ружичасте коже, 1970.
- Резбарије, 1971.
- Заумна пећина, 1972.
- Недељни ручак, 1976.
- Касни сат, 1976.
- Откривање времена, 1991.

Проза
- Приче о смрти, 1971

Избранные поставленные пьесы
- Шта је највећи домет секса, 1969.
- Венијаминов крст, радиопостановка, 1969.
- Трактат о кафици, 1972.
- Симон из Кирене, радиопостановка, 1973.
- Бурек с лешом, радиопостановка, 1973.
- Покајница, радиопостановка, 1973.
- Хероји не умиру, 1975.
- Светковина, 1981.
- Баца Ица и његова Мица, 1982.
- Глинени голубови, 1986.
- Ноћ у Келтијевој кући, радиопостановка, 1986.
- Климактеријум, 1992.
- Имамо довољно времена, 1993.
- Последњи тренуци краља Александра и краљице Драге, 1996.
- Туцинданска трагедија, радиопостановка, 2000.
- Кућа на кеју, радиопостановка, 2007.

Сценарии
- Sunce te cuva (телефильм, 1975)
- Razvod braka (телефильм, 1981)
- Licem u lice u Napulju (телефильм, 1983)
- Pokondirena tikva (телефильм, 1986)
- Pod rusevinama (телефильм, 1987)
- Glineni golubovi (телефильм, 1991)
- Kraj dinastije Obrenovic (телесериал из 10 серий, 1995)
- Dzandrljivi muz (телефильм, 1998)